# كيني كينغ (لاعب كرة قدم أمريكية)
كيني كينغ (بالإنجليزية: Kenny King)‏ هو لاعب كرة قدم أمريكية أمريكي، ولد في 23 أبريل 1981 في دافني.

## وصلات خارجية
- كيني كينغ على موقع مرجع كرة القدم المحترفة.كوم (الإنجليزية)